# 辽宁省大连市中级人民法院
辽宁省大连市中级人民法院是中华人民共和国辽宁省大连市的中级人民法院。
大连市中级人民法院是中共在大城市最早建立的人民法院之一。1946年1月30日，大连地方法院成立。1955年12月20日，中共成立旅大市中级人民法院；1981年3月5日更名为大连市中级人民法院。
大连中院除受理大连辖区内的一、二审案件外，经中华人民共和国最高人民法院指派，还负责辽东五市的涉外案件和技术类知识产权案件审理工作。

## 知名審理案件
- 赤野光信走私毒品案[3]
- 郭文贵北京郑泉公司强迫交易案[4]
- 谢伦伯格走私毒品案[5]
- 5·22大连轿车撞人案（一审）[6]
- 呼和浩特市委原书记云光中受贿案[7]
- 中國國安部原副部長马建案[8]
- 内蒙古自治区人大常委会原副主任邢云受贿案[9]
- 内蒙古自治区人民政府原副主席白向群案[10]
- 大连市金州新区管委会原党工委书记徐长元案[11]
- 遼寧省原副省長郝春荣受賄案[12]